# Shibayama
Shibayama (jap. 芝山 Shibayama-machi) – miasto w Japonii, na wyspie Honsiu, w prefekturze Chiba. Według danych na rok 2020 miejscowość zamieszkiwało 7 033 mieszkańców , a gęstość zaludnienia wyniosła 162,7 os./km².